# Sorrento
För andra betydelser, se Sorrento (olika betydelser).
Sorrento är en stad och kommun i storstadsregionen Neapel, innan 2015 provinsen Neapel, i regionen Kampanien i Italien, på nordsidan av den udde som avslutar Neapelbukten i söder. Kommunen hade 16 405 invånare (2017). Staden ligger på en bergsplatå med branta stup ned mot havet, och är sedan länge en känd badort som frekventerats av kungligheter, författare och andra celebriteter. Maksim Gorkij var bosatt i staden under 1920-talet.
Sorrento nås med pendeltåg från Neapel eller via passagerarfärjor. I stadens närhet ligger ett flertal kända sevärdheter såsom öarna Capri och Ischia, vulkanen Vesuvius, den antika staden Pompeji och orterna Positano och Amalfi.